# آندرس کنوتسن آنگستروم
 آندرس کنوتسن آنگستروم (سوئدی: Anders Knutsson Ångström؛ زاده ۱۸۸۸ درگذشته ۱۹۸۱) یک فیزیک‌دان و هواشناس اهل سوئد بود.
وی پسر کنوت آنگستروم بود.